# Серія Століття

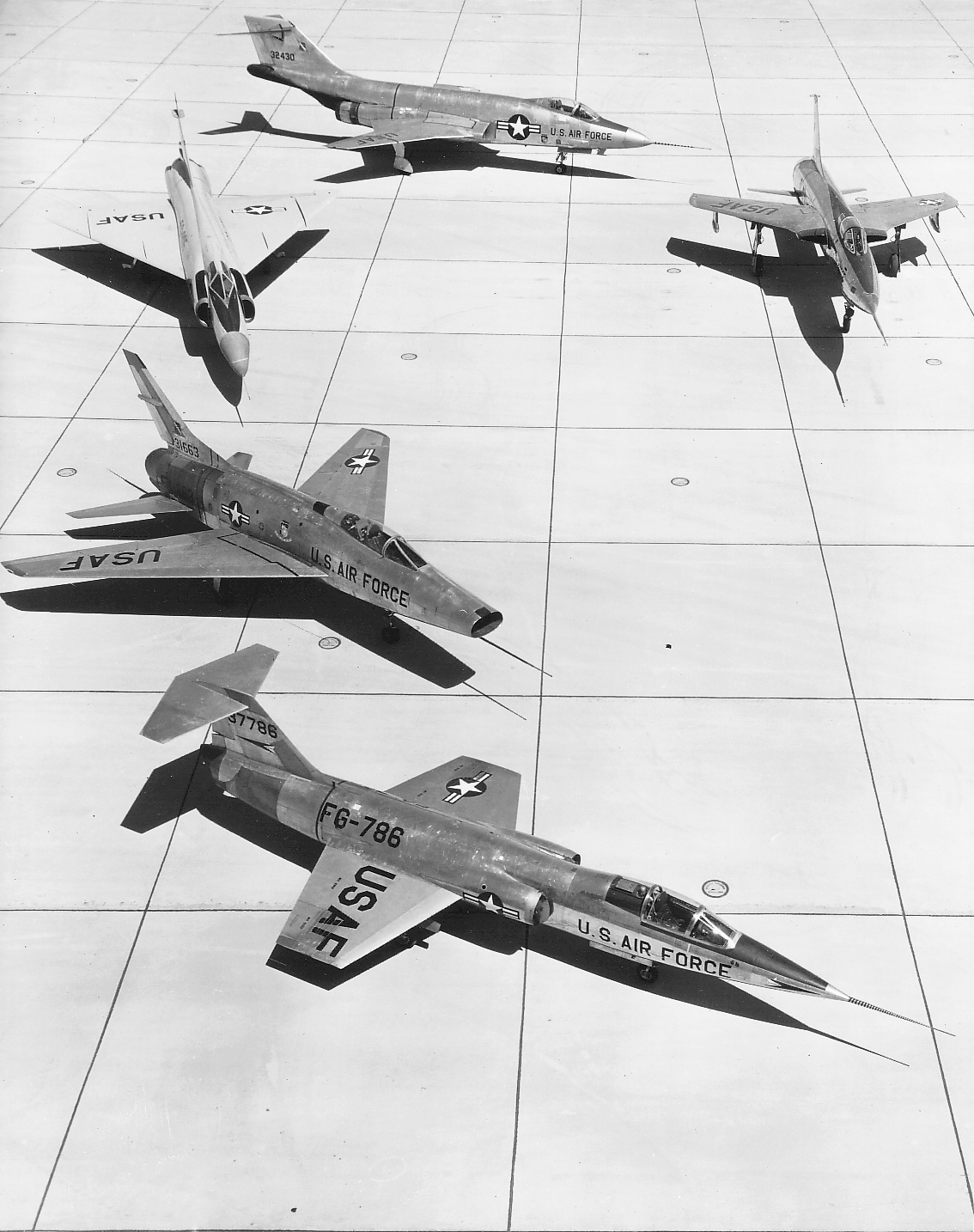
За годинниковою стрілкою, знизу: F-104 Starfighter, F-100 Super Sabre, F-102 Delta Dagger, F-101 Voodoo і F-105 Thunderchief

Серія Століття (Century Series) — це популярна назва для групи винищувачів США, що представляють моделі від F-100 до F-106, які надійшли у серійне виробництво. Вони включали перші успішні проекти надзвукових літаків на озброєнні ВПС Сполучених Штатів, які залишалися на службі в 1970-х і 1980-х роках у резерві ВПС і ВПС Національної гвардії. Три пізніші варіанти, QF-100, QF-102 і QF-106, також продовжували експлуатуватися, головним чином як імітатори повітряних цілей, до кінця 1990-х років. F-104G залишався на озброєнні ЗС Італії до 2004 року.

## Літаки серії
Назва «Century Series» походить від номеру позначення винищувача (F-), який знаходиться в діапазоні 100–109. Цей термін став популярним для позначення групи загалом подібних дизайнів 1950-х і початку 1960-х років.
У міру розвитку атрибуція псевдоніму серії Century відображає моделі, позначені між F-100 і F-106, які надійшли у cерійне  виробництво:
- North American F-100 Super Sabre
- McDonnell F-101 Voodoo
- Convair F-102 Delta Dagger
- Lockheed F-104 Starfighter
- Republic F-105 Thunderchief
- Convair F-106 Delta Dart

Термін «Century Series» не включає менш успішні моделі між F-100 і F-109, які не пройшли стадію проектування або прототипу: концепції перехоплювача Republic XF-103 і North American XF-108 Rapier, North American F-107 (скасований на користь F-105) і позначення «F-109», яке спочатку було присвоєно F-101B Voodoo, а пізніше було запропоновано, але не надано для концепції Bell XF-109 VTOL.
Послідовність номерів серії F, яка використовувалася в ВПС США, була продовженням нумерації літаків-перехоплювачів (серії Р) до ВПС США, яка сягає аж до 1920-х років. Нумерація продовжувалась послідовно до General Dynamics F-111, і після цього номера система позначення літаків Сполучених Штатів Tri-Service 1962 року перезапустила нумерацію  назад з 1. Винищувач-бомбардувальник McDonnell Douglas F-4 Phantom II був не довго відомий як F-110 Spectre. ВПС США продовжили угоду про найменування за допомогою програми Constant Peg як міри безпеки операцій. Останнім відомим літаком із позначенням F-1xx є стелс-штурмовик Lockheed F-117 Nighthawk, який не пов’язаний з іншими літаками F-1xx, але отримав позначення для кращого захисту цієї надзвичайно секретної програми.

### Характеристики
Літаки серії Century являли собою суміш винищувачів-бомбардувальників (F-100, F-101A, F-105) і чистих перехоплювачів (F-101B, F-102, F-104, F-106).
Об’єднуючою характеристикою літаків серії Century були передові можливості та авіоніка, коли вони були представлені. F-100 був першим літаком у ВПС США, здатним перевищувати швидкість звуку в горизонтальному польоті. F-101 був першим літаком у ВПС США, здатним перевищувати 1000  миль/год (1600 км/год). F-102 був першим у світі літаком, у конструкції якого використовувалося правило зони. F-104 був першим бойовим літаком, здатним досягнути швидкості 2 Маха, і єдиним літаком в історії, який одночасно тримав світові рекорди швидкості та висоти. Три літаки серії Century — F-101, F-102 і F-106 — були озброєні ракетами класу «повітря-повітря» з ядерною боєлоговкою. Ця зброя, призначена для знищення радянських бомбардувальників носіїв ядерної зброї, навіть в випадку промаху ракети (через радіус ядерного вибуху, ударну хвилю та вибух радіації), була єдиною ядерною зброєю в арсеналі ВПС США на той час, яка перебувала під одноосібним контролем своїх пілотів (під час місії).

Подібних досягнень у цей період досягли ВМС США та Корпус морської піхоти США з Douglas F4D Skyray (пізніше F-6), Vought F8U Crusader і палубними літаками F4H Phantom II, але ВМС США не мали подібної групи імен. .

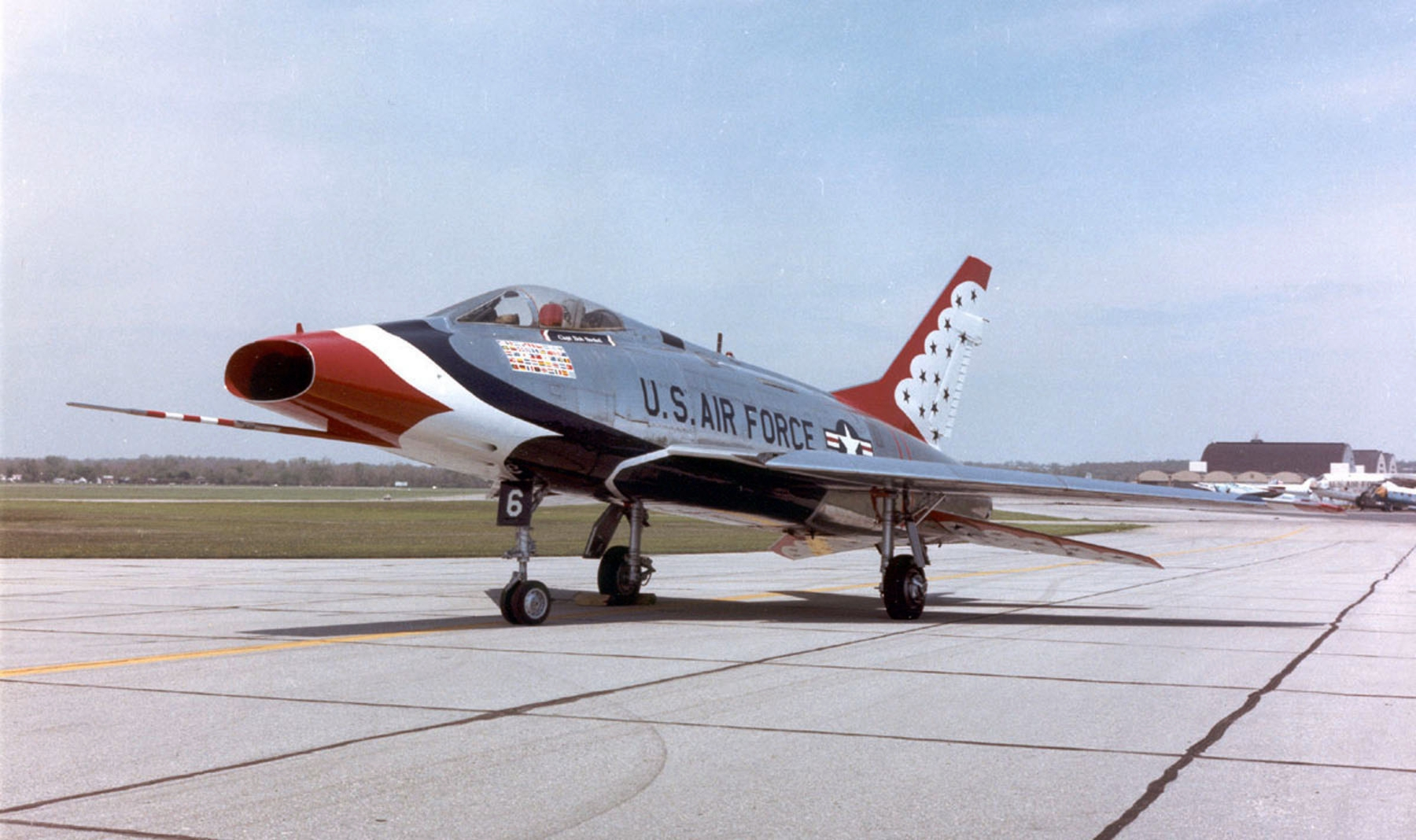
USAF "Thunderbirds" F-100D
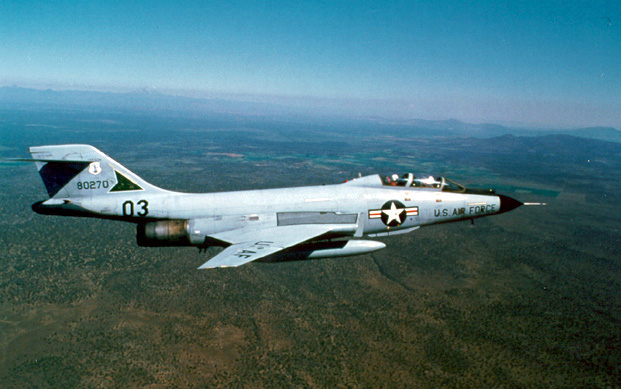
McDonnell F-101B Voodoo
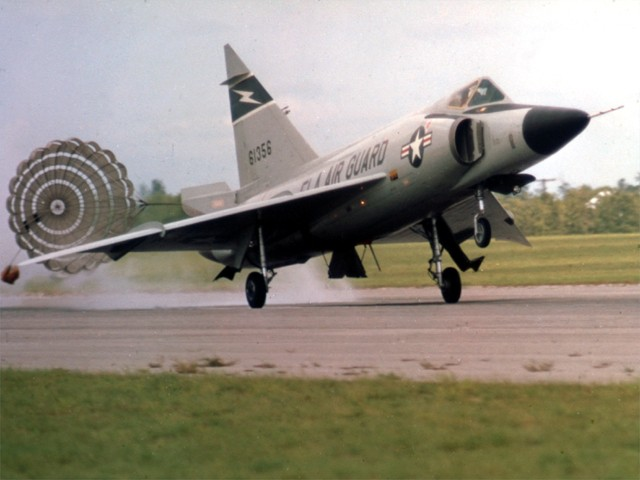
F-102 застосовує тормозний парашут
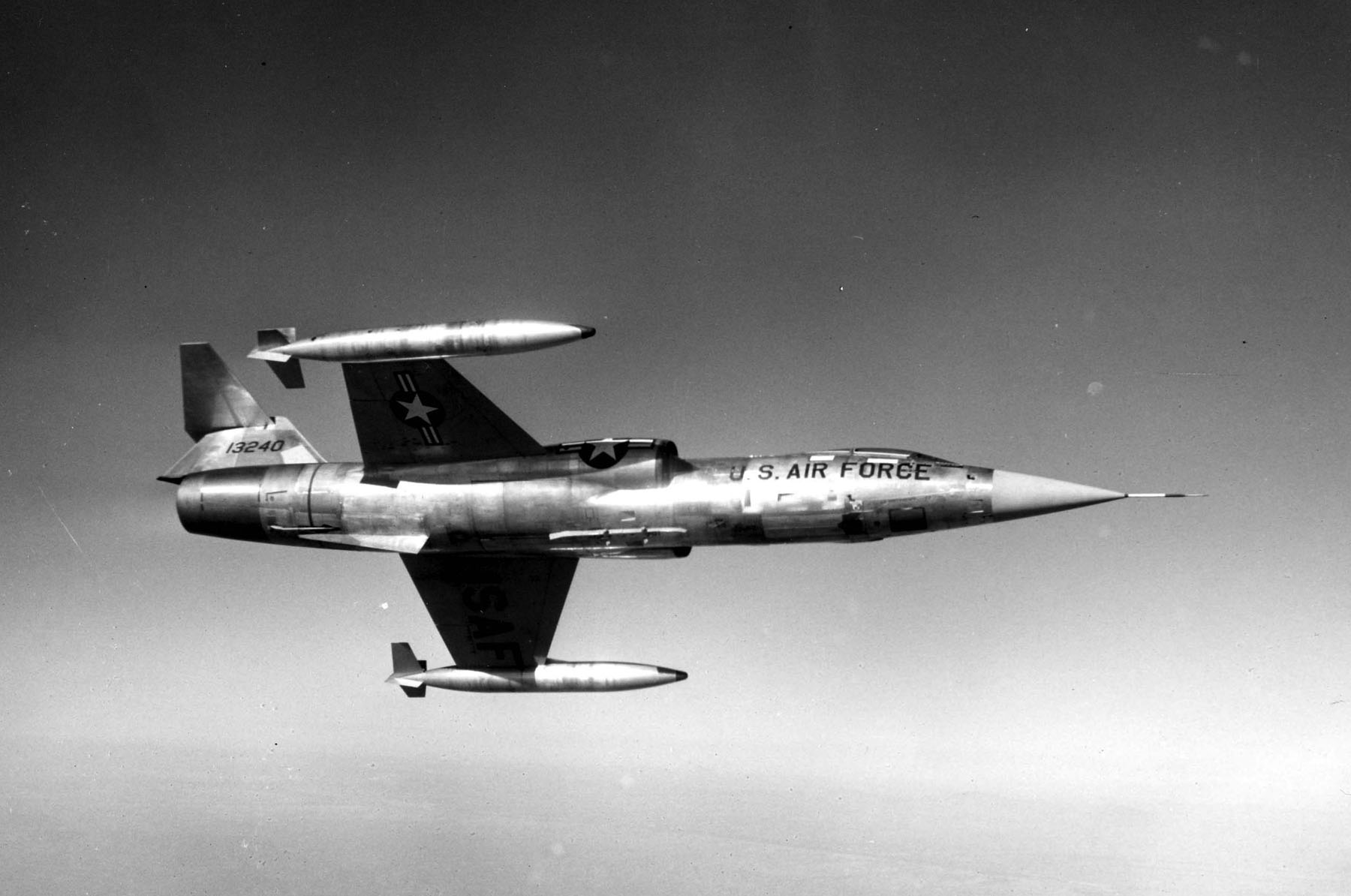
Lockheed F-104G Starfighter з ППБ
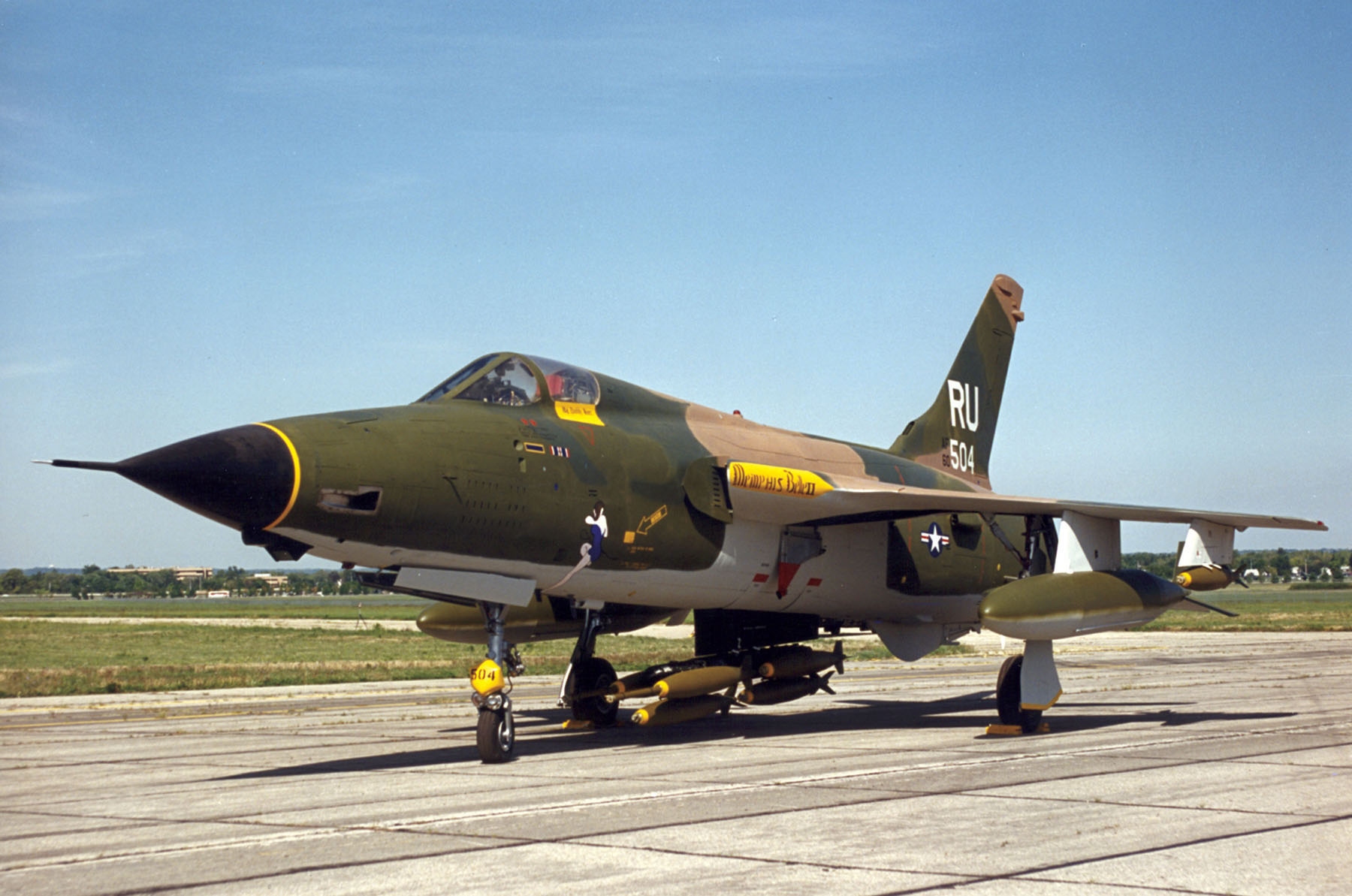
Republic F-105D з повним бомбовим навантаженням
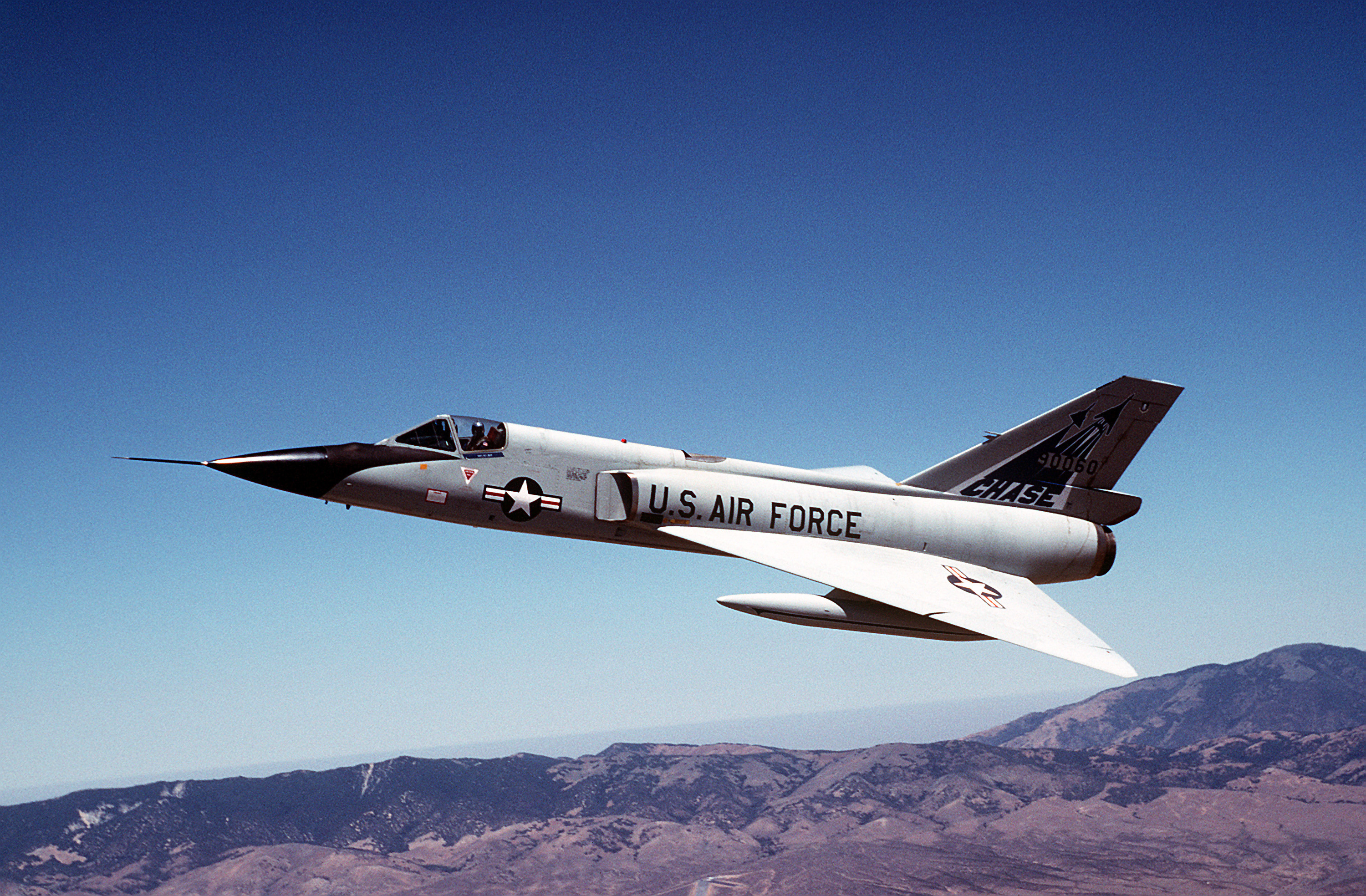
USAF F-106A Delta Dart

## Дивись також
- Підліткова серія (Teen Series)
- Системи позначення військових літаків США
- Список військових літаків США